# نوروز خیل
نوروز خیل گروه از مردم ایرانی تبار از شاخه پشتون که یک بخش آن در دره پنجشیر متوطن بوده و بزبان دری تکلم میکنند و بخش دیگر آن در ولایت غزنی ساکن بوده و بزبان پشتو سخن می‌گویند. این دو شاخه درای روابط خونی و عشیره وی بوده و از شجره واحد می‌باشند.  
1. ↑  https://books.google.com/books?id=Th3Mu-_RwjQC&pg=PA242. پیوند خارجی در |title= وجود دارد (کمک)